# Taylor Kinney
Taylor Jacks Kinney (Lancaster, 15 luglio 1981) è un attore e modello statunitense, noto soprattutto per il ruolo di tenente in comando della squadra di soccorso 3 Kelly Severide in Chicago Fire.

## Biografia
Cresciuto a Neffsville in Pennsylvania con i suoi tre fratelli e la madre single, ha studiato direzione aziendale presso la West Virginia University prima di sviluppare un interesse per la carriera d'attore. È conosciuto per il ruolo di Glenn Morrison nella serie televisiva Trauma e per il ruolo di Mason Lockwood in The Vampire Diaries.
Dal 2012 fa parte del cast della serie televisiva Chicago Fire, ruolo che l'ha consacrato come attore, facendogli guadagnare una nomination ai People's Choice Awards nel 2015 e una vittoria al medesimo premio nel 2016 come miglior attore televisivo drammatico. Sempre nel 2016 partecipa al film drammatico Jukai - La foresta dei suicidi con Natalie Dormer.
Ha avuto un'importante relazione con la cantante Lady Gaga, conosciuta durante le riprese del video di Yoü and I (2011). La coppia si è separata nel 2016.

## Filmografia

### Cinema
- White Air, regia di U. Wolfgang Wagenknecht (2007)
- La prigione maledetta (Furnace), regia di William Butler (2006)
- Scorpio Men on Prozac, regia di Rand Marsh (2010)
- Prodigal, regia di Ben Grayson - cortometraggio (2011)
- Zero Dark Thirty, regia di Kathryn Bigelow (2012)
- Tutte contro lui - The Other Woman (The Other Woman), regia di Nick Cassavetes (2014)
- Rock the Kasbah, regia di Barry Levinson (2015)
- Jukai - La foresta dei suicidi (The Forest), regia di Jason Zada (2016)
- Qui e ora (Here and Now), regia di Fabien Constant (2018)

### Televisione
- Fashion House – serie TV, 35 episodi (2006)
- A proposito di Brian (What About Brian) – serie TV, episodio 2x18 (2007)
- Bones – serie TV, episodio 3x11 (2008)
- Trauma – serie TV, 18 episodi (2009-2010)
- The Vampire Diaries – serie TV, 9 episodi (2010-2011)
- Mann's World, regia di Michael Patrick King – film TV (2011)
- CSI: NY – serie TV, episodio 7x18 (2011)
- Rizzoli & Isles – serie TV, episodio 2x05 (2011)
- Five, regia di Jennifer Aniston, Patty Jenkins, Alicia Keys, Demi Moore e Penelope Spheeris – film TV (2011)
- Shameless – serie TV, episodio 2x03-2x04 (2012)
- Castle – serie TV, episodio 4x17 (2012)
- I signori della fuga (Breakout Kings) – serie TV, episodio 2x08 (2012)
- Chicago Fire – serie TV, 261 episodi (2012-in corso) Kelly Severide
- Chicago P.D. – serie TV, 228 episodi (2014-in corso) Kelly Severide
- Chicago Med – serie TV, 261 episodi (2015-in corso) Kelly Severide

### Videoclip
- Yoü and I – Lady Gaga (2011)

## Riconoscimenti

### People's Choice Awards
- Nomination per Chicago Fire (2015)
- Miglior attore in una serie tv drammatica, per Chicago Fire (2016)

## Doppiatori italiani
- Riccardo Rossi in Chicago Fire, Chicago Med, Chicago PD, Shameless
- Gaetano Varcasia in Tutte contro lui - The Other Woman, CSI: NY
- Andrea Mete in Castle, Jukai - La foresta dei suicidi
- Edoardo Stoppacciaro in I signori della fuga
- Gianfranco Miranda in Zero Dark Thirty
- Alessio Cigliano in The Vampire Diaries
- Guido Di Naccio in Rock the Kasbah
- Francesco Pezzulli in Fashion House
- Fabrizio Manfredi in Trauma